# چاپایف (فیلم)
چاپایف (روسی: Чапаев، IPA: [tɕɪˈpaɪf]) فیلمی جنگی به کارگردانی برادران واسیلی است که سال ۱۹۳۴ در اتحاد جماهیر شوروی توسط شرکت لنین فیلم ساخته شد
این فیلم داستانی روایتگر زندگی‌نامه واسیلی ایوانوویچ چاپایف (۱۹۱۹–۱۸۸۷)، یک فرمانده ارتش سرخ است که به عنوان قهرمان جنگ داخلی روسیه شناخته می‌شود.
این فیلم برگرفته از رمانی به همین نام است که به وسیله دیمیتری فورمانف، نویسنده روسی و کمیسر بلشویک نوشته شده که در کنار چاپایف جنگیده بود.

## داستان
این فیلم حور محور یک لشکر ارتش سرخ به فرماندهی واسیلی چاپایف می‌گذرد که علیه نیروهای ارتش سفید به فرماندهی سرهنگ برودزین می‌جنگند.
یک کمیسر به نام فومانف که از مسکو به این لشکر فرستاده شده‌است، با اینکه در ابتدا همراهی چندانی با چاپایف ندارد، اما بعدها با حل تعارض سرقت مردان چاپایف از روستایان، ارزش خود را ثابت کرده و این دو بعدها به دوستان بسیار خوبی تبدیل می‌شوند.
با کمک پتکا دستیار چاپایف و آنکا مسلسل چی (عشق و علاقه بین این دو در طول فیلم پرورش می‌یابد)، و جاسوسی کردن پتروویچ مشاور سرهنگ برودزین که برکنار شده‌است، لشکر چاپایف حمله نیروهای ارتش سفید را دفع می‌کند.
مقامات مسکو فرمانوف را به لشکر ارتش سرخ دیگری می‌فرستند و این موضوع باعث می‌شود تا وضعیت بدتر شود.
در تاریکی شب، برودزین و نیروهایش به مرکز فرماندهی چاپایف حمله می‌کنند. با وجود تلاش‌های قهرمانانه نیروهای چاپایف، پتکا و چاپایف کشته می‌شوند.
انتقام فداکاری آنها گرفته می‌شود و آنکا با اعلام خطر به نیروهای پشتیبانی، حمله متقابلی را ایجاد می‌کند که به پیروزی آنها در پایان فیلم ختم می‌شود.

## بازیگران
- بوریس بابوچکین - چاپایف
- بوریس بلینوف - فرمانوف
- واروارا میاسنیکووا - آنکا
- لئونید کمیت - پتکا
- ایلاریون پوتسوف - سرهنگ برودزین
- استفن شاکورات پوپتاوو (پتروویچ)، بتمن بوروزدین
- ویاچسلاو ولکوف - فرمانده تیپ الان
- نیکولای سیمونف - فرمانده هجوم Zhiharev
- النا ولینتسوا - کشاورز
- بوریس چیرکوف - کشاورز
- سرگئی واسیلیف - ستوان
- جورجی ژژونف - نظم Teryosha، منظم Furmanov
- میخائیل روستوفسف - دامپزشکی
- آندری آپسولون - سرباز ارتش سرخ
- استپان کریلوف - سرباز ارتش سرخ
- جورجی واسیلیف - افسر با یک سیگار
- ویکتور یابلونسکی - قزاق پلاستون (بدون سابقه)
- امیل گال - حق‌شناس (بی‌سابقه)
- کنستانتین نازارنکو - حزب ساز زجرآمیز (بی‌سابقه)
- پاول لشکوف - مصاحبه‌کننده Borozdin (بی‌سابقه)

## سبک فیلم
چاپایف از سبک رئالیستی سوسیالیستی، شکل غالب هنر در اتحاد جماهیر شوروی پیروی می‌کند. بر اساس این سبک، برای حفظ تصویری «واقع بینانه» از جهان، دوربین پیش‌بینانه و با بازانجامی به روش هنرورانه کار می‌کند.
رابطه بین چاپایف و فرمانوف که داستان اصلی فیلم را تشکیل می‌دهد، نوعی فیلم رئالیستی سوسیالیستی در اتحاد جماهیر شوروی است. هر دو مرد در وظایف خود به عنوان فرمانده و کمیسر بسیار شایسته و قابل احترام هستند. چاپایف شکلی قهرمانانه از یک مرد روستایی معمولی در روسیه است؛ او بی‌سواد، متعهد و بی نظم است. در مقابل، فورمانف نماینده ایدئولوژی حزب کمونیست است و تحکم می‌کند، در صحنه‌هایی که این دو درحال انجام کاری هستند، فورمانف در قاب تصویر از موقعیت بالاتری نسبت به چاپایف برخوردار است که حاکی از برتری وضعیت او دارد.

چاپایف در حال تشریح و توضیح یک نقشه نظامی به وسیله سیب زمینی‌ها

چاپایف با ارائه روایتی داستانی از زندگی واقعی یکی از افسران شوروی در جنگ‌های داخلی، چهره‌ای قهرمانی از این افسر ترسیم می‌کند تا ستایش بینندگان را برانگیزد. علاوه بر این پتکا، دستیار شاد و خوش قیافه چاپایف چهره‌ای کارگری «نمونه» (یعنی آرمانی شده‌ای) است که مردم به راحتی می‌توانستند با آن همدلی کنند. او با آنا، سربازی مؤنث، سر و سری دارد و شاخه روایی فرعی رمانتیکی به فیلم می‌افزاید. با پیوند کار و عشق که در فیلم‌های آن دوره شوروی معمول بود، این دو به هم دل می‌بازند و پتکا چگونگی کار با مسلسل را به او می‌آموزد. چاپایف قصه‌اش را به زبانی ساده تعریف می‌کند؛ مثلاً وقتی چاپایف نقشه نظامی را برای فرمانده دیگری توضیح می‌دهد، به جای سربازان از تعدادی کوچک سیب زمینی استفاده می‌کند و فرمانده را با یک سیب زمینی بزرگ‌تر نشان می‌دهد.

## استقبال
چاپایف نخستین بار در ششم نوامبر ۱۹۳۴ (۱۵ آبان ۱۳۱۳ ه‍.ش) در سینما تایتان لنینگراد نمایش داده شد و به سرعت به یکی از مشهورترین فیلم‌های سینمای اتحاد جماهیر شوروی تبدیل شد.
در همان سال اول ۳۰ میلیون نفر از مردم اتحادیه جماهیر شوروی آن را تماشا کردند. شهرت این فیلم طوری بود که سرمقاله روزنامه پراودا در ۲۱ نوامبر اعلام کرد «تمام کشور فیلم چاپایف را نگاه می‌کنند»
چاپایف سال ۱۹۳۵ در هیئت ملی نقد فیلم در آمریکا جایزه بهترین فیلم خارجی زبان را کسب کرد و در سال ۱۹۳۷ نیز در نمایشگاه جهانی پاریس جایزه بزرگ را از آن خود کرد.
در نظرسنجی منتقدان سینما در سال ۱۹۷۸، این فیلم به عنوان یکی از بهترین ۱۰۰ فیلم تاریخ مطرح شده‌است.

## تأثیرات

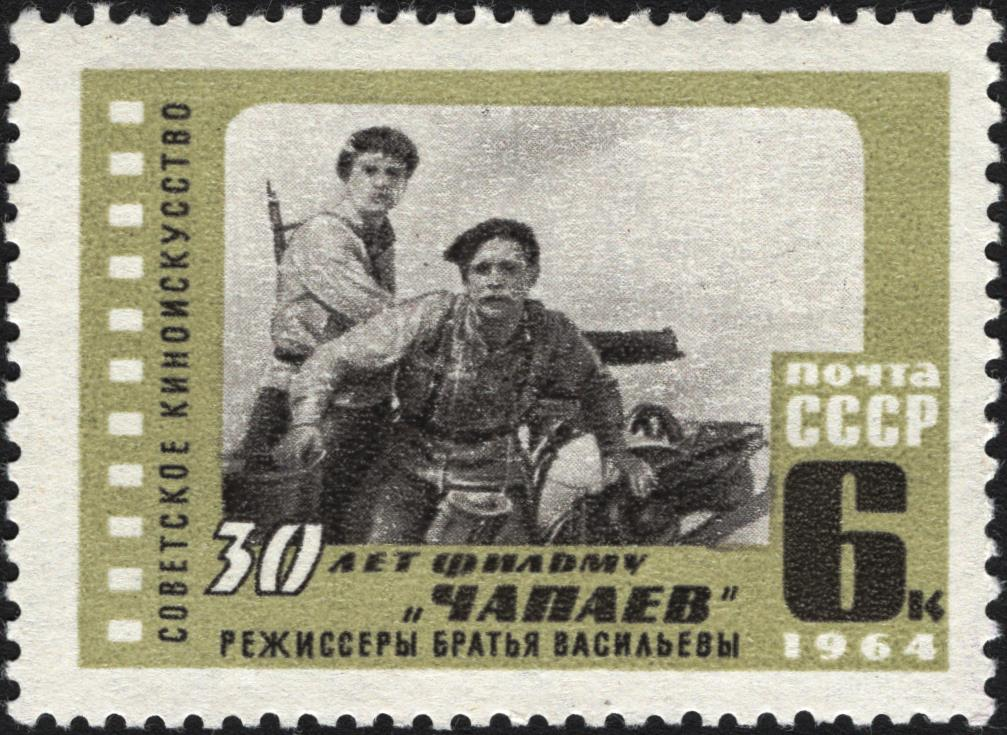
تمبری با مضمون چاپایف

پس از اکران این فیلم، چاپایف و دستیارانش پتکا و آنکا به شخصیت‌های فرهنگ عامه روسی تبدیل شدند. این سه نفر به همراه کمیسر سیاسی خودشان فرمانوف، در تعداد زیادی از جوک‌های روسی وجود دارند.
چاپایف واقعی تا قبل از این فیلم یک قهرمان جنگ بود، اما فیلم وضعیت قهرمانانه او را بیشتر کرد. وقتی پسران نمایش سرخ‌ها علیه سفیدها را بازی می‌کنند، آنها اغلب در تصورات خودشان چاپایف یا دستیارش پتکا هستند.

## کتابشناسی - فهرست کتب
- Children of Chapaev: the Russian Civil War cult and the creation of Soviet identity, 1918–1941. Justus Grant Hartzok. Dissertation PhD (Doctor of Philosophy). University of Iowa. 2009.

## لینک‌های مرتبط
- چاپایف در بانک اطلاعات اینترنتی فیلم‌ها (IMDb)
- Chapaev is available for free download at the Internet Archive
- چاپایف در راتن تومیتوز

1. ↑  Beumers, Birgit (2015). Directory of World Cinema: RUSSIA 2. Intellect Ltd. pp. 38–40. ISBN 978-1-78320-010-8.
2. ↑  Rollberg, Peter (2008). Historical Dictionary of Russian and Soviet Cinema. Scarecrow Press. p. 132. ISBN 978-0-8108-6268-5.
3. ↑  Bulgakova, Oksana (2013). The Elements and Consciousness: The Commander and the Commissar. Boston: Academic Studies Press. pp. 242–245.
4. ↑  دیوید بوردول-کریستین تامسون. تاریخ سینما. ترجمه روبرت صافاریان. ص۳۴۰.
5. ↑  Haynes, John (2000). "Brothers in Arms: The Changing Face of the Soviet Soldier in Stalinist Cinema". The Modern Language Review. 95 (1): 154.
6. ↑  Roger Manvell, ed. (1949). Experiment in the Film. The Grey Walls Press Ltd. p. 167.
7. ↑  "Анекдоты про Чапаева сочинял специальный отдел КГБ". Komsomolskaya Pravda. 2013-03-27.
8. ↑  "Настоящий Чапаев. Легендарный комдив генералом не стал, но им стал его сын". Argumenty i Fakty. 2013-02-20.
9. ↑  Bogdanov, Nikolai (1961). "Literary Characters Influence Life of Soviet Children". The Journal of Educational Sociology. 35 (4): 162.